# Капитолий (САЩ)
 За едноименния хълм в Рим вижте Капитолий.  
Капитолия в Съединените американски щати е сграда – седалище на федералната или щатската законодателната власт. Името идва от Римския хълм Капитолия, политическият център на Рим.

## Капитолий на САЩ
Сграда на Конгреса на САЩ, която се намира в столицата Вашингтон.
Основният камък е поставен от президента на САЩ Джордж Вашингтон на 18 септември 1793 г. След опожаряването ѝ по време на Британско-американската война през 1814 г., сградата е реконструирана, като е допълнена с две допълнителни крила и е поставен купол, увенчан през 1863 г. със статуята на свободата (на английски: Armed Freedom) от бронз, дело на скулптора Томас Кроуфорд.
На вътрешната страна на купола е изобразен първият президент на САЩ Джордж Вашингтон с 13 девици и надпис E pluribus unum. Фреската се нарича The Apotheosis of Washington, авторът е Констанино Брумиди. Някои от девиците на купола са изобразени с гръб към Джордж Вашингтон, което символизира, че няколко от 13-те щати по време на рисуването (1865 г.) са се отделили от Съюза.
По-късно, по примера на столицата на САЩ, са построени капитолии на отделните щати.
Капитолият е мястото, където става официалното встъпване в длъжност на президента на САЩ. Първата церемония по този повод е извършена на 4 март 1801 г. при началото на мандата на Томас Джеферсън. Изключения след това са правени при следните извънредни обстоятелства:
- Джеймс Монро – поради ремонт на сградата след пожара по време на Британо-американската война, първи мандат, 4 март 1817 г.,
- Джон Тейлър – поемайки поста след смъртта на титулярния президент Уилям Харисън, 6 април 1841 г.,
- Ендрю Джонсън – поемайки поста след убийството на титулярния президент Ейбрахам Линкълн, 15 април 1856 г.,
- Честър Артър – поемайки поста след убийството на титулярния президент Джеймс Гарфилд, 20 септември 1881 г.,
- Теодор Рузвелт – поемайки поста след убийството на титулярния президент Уилям Маккинли, 14 септември 1901 г.,
- Калвин Кулидж – поемайки поста след смъртта на титулярния президент Уорън Хардинг, 3 август 1923 г.,
- Франклин Рузвелт – поради заболяване, четвърти мандат, 20 януари 1945 г.,
- Хари Труман – поемайки поста след смъртта на титулярния президент Франклин Рузвелт, 12 април 1945 г.,
- Линдън Джонсън – поемайки поста след убийството на титулярния президент Джон Кенеди, 22 ноември 1963 г.,
- Джералд Форд – поемайки поста след оставката на титулярния президент Ричард Никсън, 9 август 1974 г.

В сградата на Капитолия е извършено държавното поклонение пред тленните останки на следните президенти на САЩ: Ейбрахам Линкълн, Джеймс Гарфилд, Уилям Маккинли, Уорън Хардинг, Джон Кенеди, Хърбърт Хувър, Дуайт Айзенхауър, Линдън Джонсън, Роналд Рейгън и Джералд Форд.
На 11 септември 2001 г. Капитолият е бил една от целите на терористичните атаки. Самолетът, предвиден да се взриви в него катастрофира над Самърсет Каунти (Пенсилвания) в резултат на опитите на пътниците да неутрализират терористите.

## Капитолии на щати на САЩ

### Айдахо
Намира се в столицата на щата, Боиси, и е построен през 1913 г. Това е вторият капитолий строен в града. Първият е завършен през 1886 г., но след обявяването на Айдахо за щат в него се настанява правителството и се налага изграждането на нова сграда за щатския парламент.
Сградата е свързана с подземни тунели с всички останали правителствени и съдебни сгради в съседство.

### Айова
Сградата е строена в столицата Дес Моинес между 1871 и 1886 г. Сега в нея се помещава парламентарната власт на Айова.
Куполът е покрит с пласт от 23-каратово злато.

### Алабама
Капитолият на Алабама се намира в столицата на щата Монтгомъри. Първият капитолий е построен през 1847, но две години след това изгаря при пожар.
Възстановен е през 1885 г., а допълнителни пристроявания са правени през 1906, 1911 и 1992 г.

### Арканзас
Капитолият на щата Арканзас се намира в Литъл Рок – седалището на правителството.
Сградата е строена през периода 1899 – 1915 г. Куполът е покрит с пласт от 24-каратово злато.

### Калифорния
Капитолият на щата Калифорния се намира в Сакраменто. Сградата е строена през периода 1861 – 1874 г. в неокласически стил и е включена в националния регистър на историческите места. Сградата е резиденция на губернатора на щата.

### Канзас
Капитолият на щата Канзас се намира в столицата Топика и строителството му става в твърде продължителен период – 46 години, като източното крило е строено между 1860 и 1873 г., западното – между 1879 и 1881 г., а централната част – между 1884 и 1906 г.

### Мейн
Строителството на капитолия на Мейн в столицата Огъста започва 9 години след обявяването на статута на щат и протича през периода 1829 – 1832 г., а основният използван материал е гранит. В сградата се помещава цялата щатска управа. През 1852 и 1860 г. са правени вътрешни реконструкции. През 1890 – 1891 г. е построено допълнително 3-етажно крило за поместване на щатската библиотека и за административни нужди. През 1909 – 1910 г. сградата добива днешния си вид, като е съхранена фасадата, но е направено разширение на крилата и е издигнат висок купол. За разлика от другите щати капитолият на Мейн е повече познат като Щатския дом.

### Мериленд
Капитолият на щата Мериленд се намира в столицата Анаполис и е най-старият от действащите капитолии в САЩ, известно време – когато Анаполис е бил столица на САЩ, е бил седалище на Конгреса на САЩ (ноември 1783 – юни 1784 г.). Сградата е в експлоатация от 1772 г. и през 1968 г. е определена за национален исторически обект. Сградата е резиденция на губернатора на щата.

### Минесота
Капитолият на щата Минесота се намира в столицата Сейнт Пол и е резиденция на сената, камарата на представителите, щатския съд и губернатора на щата. Това е третата по ред сграда с такива функции. Първият капитолий изгаря през 1881 г., вторият е построен през 1883 г., но веднага се установява, че сградата е твърде малка и се обявява конкурс за проект на настоящия капитолий. Избраният архитект Кас Джилбърт заимства дизайна на купола от базиликата „Свети Петър“ в Рим, а над главния вход е монтирана квадригата Прогресът на щата. Строителството на капитолия става в периода 1896 – 1905 г. През 1972 г. сградата е включена в националния списък на историческите места в САЩ.

### Мичиган
Настоящият, трети капитолий на щата Мичиган е в експлоатация в столицата Лансинг от януари 1879 г., като първата церемония в него е клетвата на новоизбрания губернатор на щата. Първият капитолий е в старата столица – Детройт. След преместването на столицата през 1847 г. щатските власти се преместват във временен капитолий. За проекта на настоящия капитолий е избран архитекта Елиджа Майерс, с богат опит в проектирането на държавни сгради, работил върху проектите на няколко капитолия. Капитолът е сграда с височина 81 м, дължина 128 м и ширина 83,4 м, заема площ от 4700 м. Сградата е включена в националния регистър на историческите места на САЩ.

### Уайоминг
Капитолият в столицата Шейен е седалище на всички щатски власти. Строителството му започва през 1886 г. и завършва през 1890 г. Характерно за вътрешното обзавеждане е по-широкото използване на дървесина от череша. През периода 1915 – 1917 г. е направена първата реконструкция. Едва през 1974 г. щатът успява да осигури средства за модернизация на сградата и ремонтът ѝ е завършен през 1980 г. на обща цена 7,6 млн. долара. Сградата е обект на многобройни туристически посещения.